# Portret damy z wachlarzem

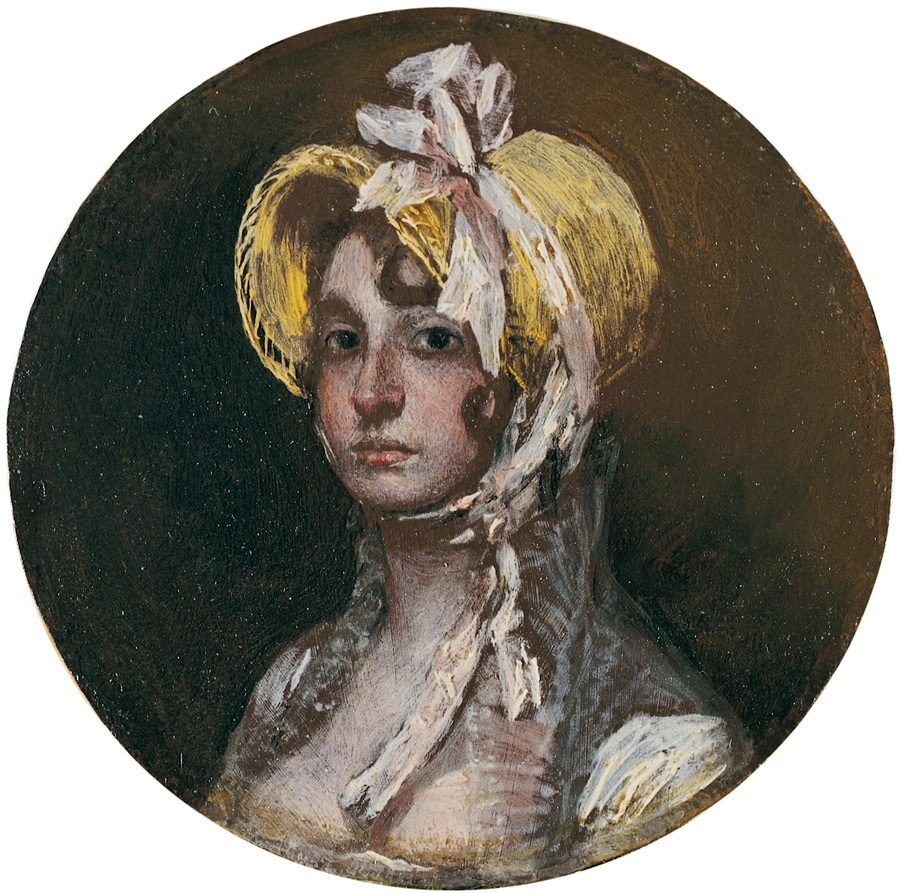
Gumersinda Goicoechea na medalionie z 1805, Goya

Portret damy z wachlarzem (hiszp. Mujer joven con abanico) – obraz olejny hiszpańskiego malarza Francisca Goi (1746–1828), znajduje się w kolekcji Luwru. 

## Okoliczności powstania
Przyjęto tytuł Dama z wachlarzem lub Młoda kobieta z wachlarzem, ponieważ identyfikacja modelki nie jest pewna. W połowie XIX w. portret należał do markiza de Salamanca. Gdy jego kolekcja sztuki została wystawiona na sprzedaż, obraz nosił adnotację „pochodzi z galerii Goi”. Z tego powodu historycy sztuki sięgnęli do inwentarza dzieł Goi sporządzonego po jego śmierci przez Antonia Brugadę, aby zidentyfikować obraz. Pozycja nr 10 w inwentarzu to „Doña Catalina Viola z wachlarzem. Półpostać”. Według José Gudiola portret przedstawia właśnie Catalinę, młodszą córkę jednego z mecenasów Goi Sebastiána Martíneza y Péreza. Catalina poślubiła kupca Francisca Violę w 1804, wkrótce odziedziczyła także fortunę i kolekcję sztuki swojego ojca. Możliwe, że Goya sportretował ją także przed ślubem, na również niezidentyfikowanym Portrecie damy z różą. Te dwa portrety zostały wymienione obok siebie w inwentarzu Brugady. Morales uważa, że portret odpowiada innej pozycji z inwentarza – nr 25 „Portret damy z wachlarzem, półpostać”.
Według Xaviera de Salas i Enriquety Harris przedstawioną damą jest Gumersinda Goicoechea, synowa Goi. Goya namalował ją na jednym z medalionów, które powstały z okazji ślubu Gumersindy z jego synem Javierem w czerwcu 1805. Podobieństwo twarzy między dwoma portretami pozwala sądzić, że jest to ta sama osoba, chociaż na portrecie z Luwru kobieta wydaje się znacznie tęższa. Według Harris, Gumersinda została sportretowana w 1806 lub 1807 – kiedy była w ciąży lub krótko po urodzeniu Mariana, jedynego wnuka Goi. Ciąża może tłumaczyć zmianę wagi w porównaniu z wcześniejszym portretem w medalionie. Na tę datę powstania wskazuje także strój portretowanej oraz rodzaj kompozycji stosowanej przez Goyę w pierwszej dekadzie XIX wieku.

## Opis obrazu
Kobieta została przedstawiona na neutralnym tle, w półpostaci, siedząca na prostym drewnianym krześle. Ma na sobie jasnoszarą suknię z głębokim dekoltem obszytym przezroczystą koronką, podkreślającym obfity biust. Lekki materiał sukni jest ozdobiony kwiatowym wzorem uzyskanym poprzez czarne i białe plamy. Nosi długie, półprzezroczyste mitenki z kokardkami na przedramieniu, a w rękach trzyma złożony wachlarz, którym zdaje się bawić. Skierowana do widza twarz jest zaróżowiona. Uwagę zwracają duże ciemne oczy z lekko opuszczonymi powiekami. Dokładnie oddana twarz kontrastuje z lekkimi pociągnięciami pędzla na sukience, które zbliżają styl malarza do impresjonizmu.

## Proweniencja
Obraz należał do krewnych Goi. Później stała się częścią kolekcji markiza de Salamanca, który kupił go od Mariana Goi, wnuka malarza. Następnie należał do kolekcji Alfonsa Oudry, który sprzedał go Edwardsowi, a ten Kumsowi. W 1898 został nabyty przez Muzeum w Luwrze.